# Tityus ivani
Espèce
Tityus ivani est une espèce de scorpions de la famille des Buthidae.

## Distribution
Cette espèce est endémique de l'État de Mérida au Venezuela.

## Étymologie
Cette espèce est nommée en l'honneur d'Ivan Daniel Alarcón.

## Publication originale
- González-Sponga, 2008 : « Biodiversidad en Venezuela. Descripcion de dos nuevas especies del genero Tityus Koch, 1836 (Buthidae) y dos especies del genero Chactas Gervais, 1844 (Chactidae). » Boletín de la Academia de Ciencias Físicas, Matemáticas y Naturales de Venezuela, vol. 68, no 1, p. 39-65.